# Christchurch (Dorset)

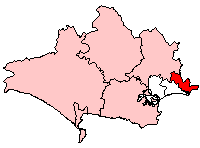
Christchurch en Dorset.

Christchurch es una localidad y borough en Dorset (Inglaterra). Se ubica al norte del Canal de la Mancha, al este de Bournemouth y al oeste de New Forest (Hampshire). El borough cubre un área de 50,38 km² y, según estimaciones para el 2006, cuenta con una población de unos ∞ habitantes.

## Geografía y administración
A pesar de haber formado parte del condado histórico de Hampshire, se consideró en la reorganización gubernamental de 1974 que la totalidad de lo que hoy se conoce como la Conurbación del Sureste de Dorset —la cual tiene además a Bournemouth y a Poole como principales centros urbanos— debería estar incluida en el mismo condado. El actual distrito de gobierno local, surgido en dicho año, se formó tras la fusión del antiguo borough de Christchurch con una porción del distrito rural de Ringwood y Fordingbridge. Desde entonces, ha sido parte del condado no metropolitano de Dorset. Incluye grandes áreas urbanizadas, así como también las parroquias civiles de Burton y Hurn. Dentro del borough, se ubica el Aeropuerto Internacional de Bournemouth.

## Historia

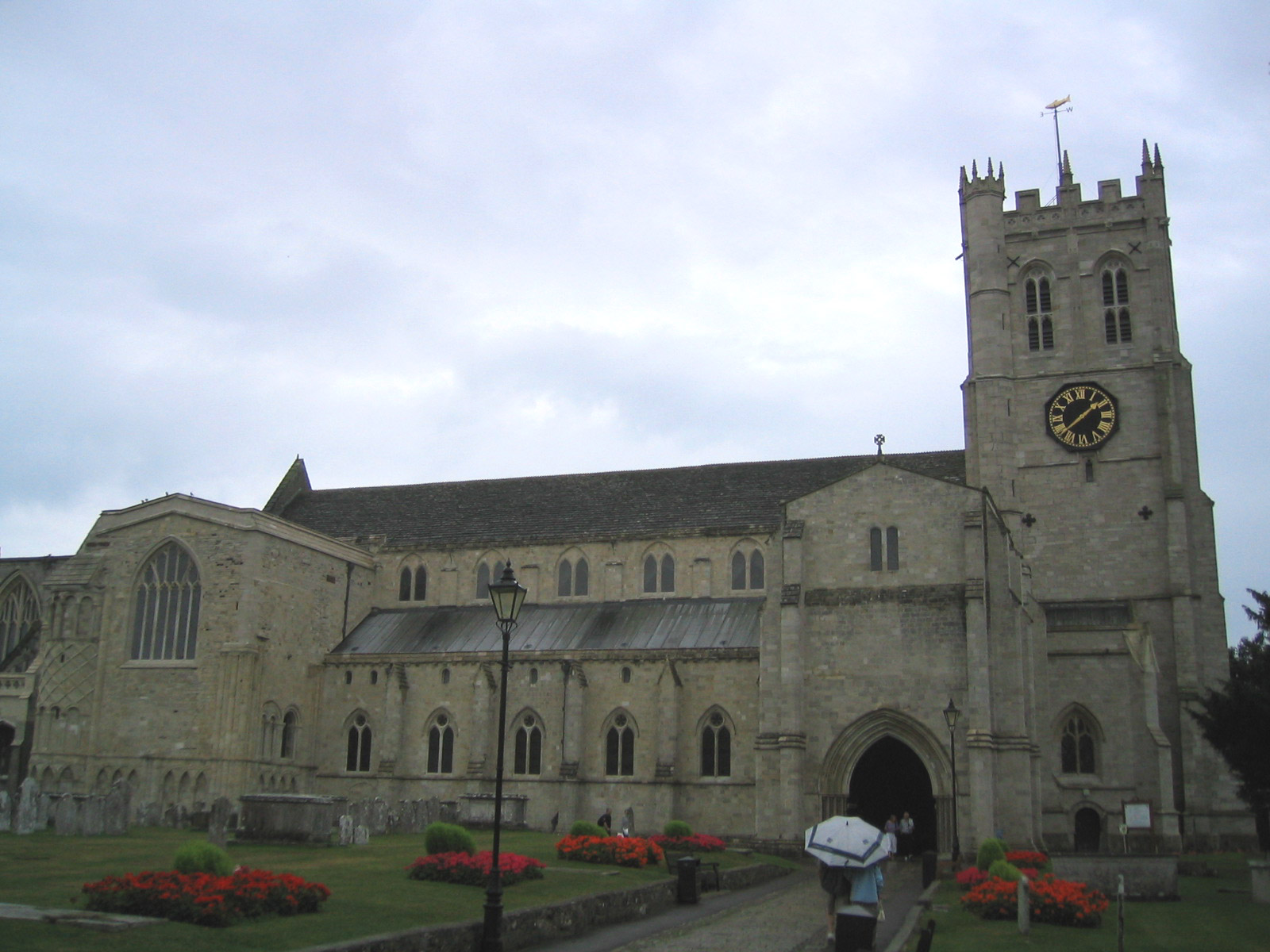
Priorato de Christchurch.

Christchurch se originó como un pueblo sajón llamado Twyneham —nombre que tomó la principal escuela del lugar—, denominación procedente de los vocablos betweon eam, que significan “entre dos ríos”. Durante la época sajona, su puerto era uno de los más importantes en Inglaterra, debido a que era fácil llegar allí desde el continente y a que las embarcaciones debían atravesarlo para poder navegar río arriba a través del Avon y llegar a Salisbury. El hecho de que el puerto estuviera naturalmente protegido y de que proveyera un fácil acceso a los pueblos vecinos le hizo una zona popular entre los contrabandistas.

## Demografía
El borough tiene una población de 44.869 habitantes (información del 2001), de los cuales una importante proporción es anciana. De hecho, el 33,1% de la población general está jubilada y el área de Highcliffe, sobre el límite oriental del borough, presenta el mayor porcentaje de residentes en esta edad en todo el Reino Unido (70%). La densidad poblacional es de 893 habitantes por km², y el 98,9% de la población es de raza blanca.